# 1249

## Догађаји
- Википедија:Непознат датум — Француски краљ Луј IX је у склопу Седмог крсташког рата освојио Дамијету
- Википедија:Непознат датум — Град Штралсунд су до темеља спалиле снаге града Либека
- 6. јун — Опсада Дамијете (1249)